# Plaza Ambarrukmo
Plaza Ambarrukmo es el centro comercial más grande en Yogyakarta en Indonesia con un área de construcción de 120.000 metros cuadrados. El centro comercial fue inaugurado en 2006 y consta de 7 pisos con diferentes tiendas incluyendo Carrefour, Centro, Gramedia, Cineplex 21, Optik Seis, Nike, Giordano y Guess.